# Lassen Volcanic National Park
Het Lassen Volcanic National Park is een Amerikaans nationaal park in het noordoosten van de staat Californië. Het meest in het oog springende kenmerk in het park is de Lassen Peak, een 3181 meter hoge kegelvulkaan en de meest zuidelijke vulkaan in het Cascadegebergte. Het park begon als twee kleine nationale monumenten, Lassen Peak en Cinder Cone, in 1907 aangeduid door president Theodore Roosevelt. Door een reeks uitbarstingen van 1914 tot en met 1921, veranderde het landschap drastisch. Deels ten gevolgde van de uitbarstingen werd het hele gebied op 9 augustus 1916 een nationaal park gemaakt.
De warmtebron voor het vulkanisme in dit gebied is de subductie van de Gordaplaat aan de Noord-Californische kust die onder de Noord-Amerikaanse Plaat schuift. Het gebied rondom Lassen kent vele actieve, borrelende slikbronnen, stinkende fumaroles en kokende geisers. Lassen Volcanic National Park is een van de weinige plaatsen ter wereld waar alle vier types vulkanen worden aangetroffen: de lavakoepel, schildvulkaan, slakkenkegel en stratovulkaan.
Het park is bereikbaar via de California State Routes CA-89 en CA-44. Er zijn in het totaal vijf ingangen die per auto bereikbaar zijn: de noordelijke en zuidelijke ingangen op route CA-89 en drie onverharde wegen; Drakesbad en Juniper Lake in het zuiden en Butte Lake in het noordoosten. Verschillende wandelroutes verschaffen ook toegang tot het park, waaronder het Pacific Crest Trail.

## Geschiedenis
Indianen bewoonden het gebied al lange tijd voordat de eerste kolonisten in Lassen aankwamen. Tot de inheemse volkeren die rond Lassen leefden, horen de Atsugewi, Yana, Yahi en Maidu. De inheemse bewoners wisten dat de bergtop vol vuur en water zat en dachten dat de berg zichzelf op een dag zou opblazen.
Blanke immigranten benutten Lassen Peak sinds het midden van de 19e eeuw als oriëntatiepunt op hun weg naar de vruchtbare Sacramento Valley. Een van de gidsen van die immigranten was de Deense smid Peter Lassen, die zich in Noord-Californië vestigde in de jaren 1830. Lassen Peak is naar hem vernoemd.
Vroege geologen en vulkanologen die de Cinder Cone bestudeerden, concludeerden dat de laatste eruptie moet hebben plaatsgevonden tussen 1675 en 1700. Na de uitbarsting van de vulkaan Mount Saint Helens op 18 mei 1980, besloot de United States Geological Survey (USGS) het potentiële risico van andere actieve vulkanische gebieden in de Cascade Range opnieuw te onderzoeken. Uit verder onderzoek werd gepreciseerd dat de laatste uitbarsting tussen 1630 en 1670 moet hebben plaatsgevonden. Van mei 1914 tot 1921 vonden er een aantal series van grote uitbraken plaats op Lassen. Door deze gebeurtenissen ontstond er een nieuwe krater en kwam er lava en vulkanische as vrij. Vanwege de vroegtijdige waarschuwingen heeft dit niet tot dodelijke slachtoffers geleid; wel werden er verschillende huizen in de omgeving verwoest. De erupties duurden voort tot 1917, maar al op 9 augustus 1916 werd het gehele gebied rond Lassen Peak en Cinder Cone vanwege de vulkanische schoonheid uitgeroepen tot nationaal park.

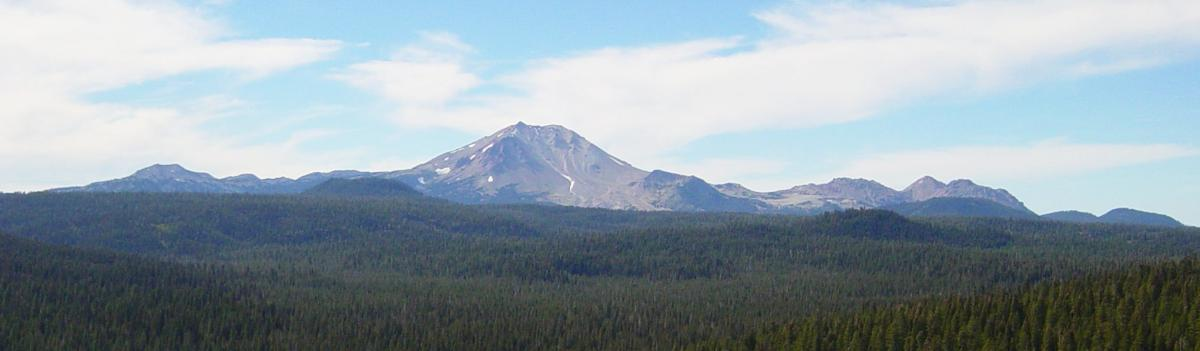
De berg Tehama, Lassen Peak en Chaos Crags. Het gebied dat tussen 1914-17 verloren ging is duidelijk zichtbaar

De weg Main Park Road met een lengte van 47 km werd aangelegd tussen 1925 en 1931. In de buurt van Lassen Peak bereikt de weg een hoogte van 2594 meter, waarmee het de hoogst gelegen weg is van de Cascade Range. In de winter is het niet ongebruikelijk dat er een sneeuwval van 12 meter is in de buurt van het meer Helen. In 1974 volgde de National Park Service het advies op van de USGS met de sluiting van de bezoekersaccommodatie bij Manzanita Lake. Het rapport gaf weer dat de gebouwen in het lavapad lagen, wanneer de Chaos Crags tot een uitbarsting zou komen door een uitbraak of een aardbeving. Er staat nog wel een seismografisch meetstation.

## Geografie en klimaat

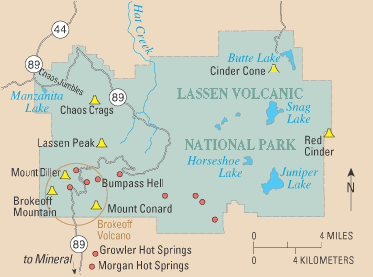
Kaart van het gebied, met geisers (rode punten) en vulkanische activiteit (gele driehoeken)

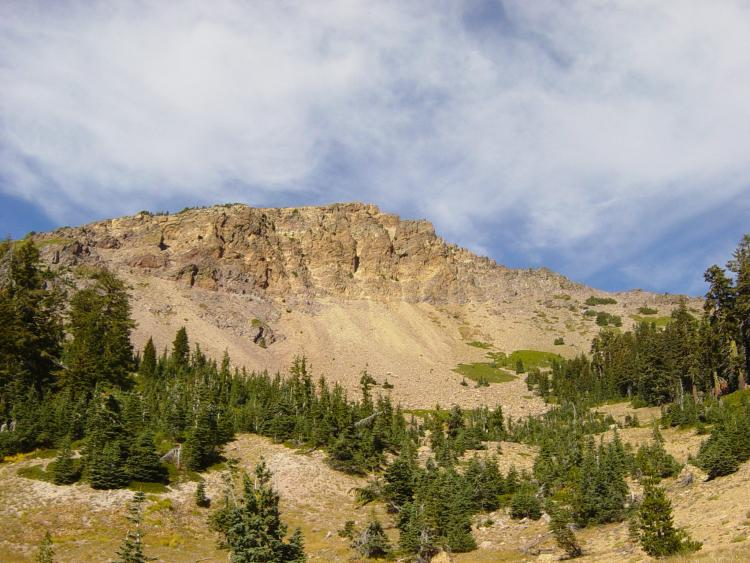
Gebroken bergwand

Het park ligt dicht tegen het noordelijke eind van de Sacramento Valley aan. Het westelijke deel van het park vertoont grote lavabergtoppen, getande kraters en stomende zwavelblaasgaten. Het is doorsneden met vergletsjerde cañons en het ligt bezaaid met meren en bruisende, heldere beken.
Het oostelijke deel van het park is een uitgebreid lavaplateau dat meer dan anderhalve kilometer boven het zeeniveau ligt. Hier treft men slakkenkegels aan, in het bijzonder in Fairfield Peak, Hat Mountain en Crater Butte. In dit gebied staan de naaldbomen pinus en zilverspar. Hoewel het gebied veel kleine meren kent, zijn er weinig stromen te bekennen.
De zuidelijke hoek van het Lassenplateau wordt gemarkeerd door Warner Valley en hier bevinden zich bij Boiling Springs Lake, Devils Kitchen en Terminal Geyser warmwaterbronnen. Deze steile, beboste vallei omvat grote weilanden met wilde bloemen.
Lassen Peak is gemaakt van daciet en is een van de grootste lavakoepels in de wereld. Het is een van de meest zuidelijke vulkanen van de Shasta Cascade. De vulkaan met een lengte van 3187 meter ligt op de noordoostflank van de resten van de berg Tehama, een stratovulkaan die 305 meter hoog was en hoger dan Lassen. De vulkaan had een breedte van 18 tot 24 km aan de voet.
Aan de andere kant van de tegenwoordige caldera is Brokeoff Mountain (2815 meter hoog), dat een geërodeerd overblijfsel is van Tehama en de tweede hoogste piek in het park is. De bergen Conrad, Diller, en de Pilot Pinnacle zijn eveneens overgebleven pieken rond de caldera.
Sulphur Works is een geothermisch gebied tussen Lassen Peak en Brokeoff Mountain dat wordt beschouwd als een markering van het centrum van Tehama die nu verdwenen is. Andere geothermische gebieden in de caldera zijn Little Hot Springs Valley, Diamond Point (een oude lavabuis) en Bumpass Hell.
Het magma dat de vulkanen in het park van brandstof voorziet komt voor uit de subductie van de kust van Noord-Californië.
Cinder Cone en de Fantastic Lava Beds zijn een sintelkegelvulkaan met een groot lavaveld rond, dat gevormd is door uitbarstingen van basaltlavastromen uit de basis van de kegel. De kegel is vermoedelijk rond 1650 gevormd.
Er zijn vier schildvulkanen in het park. In tegenstelling tot de stratovulkanen, zijn schildvulkanen vrij rustig wanneer ze uitbarsten. Deze vier zijn de Mount Harkness in de zuidwestelijke hoek van het park, Red Mountain tegen de zuidgrens in het midden gelegen, Prospect Peak in de noordwesthoek en Raker Peak ten noorden van Lassen Peak. Al deze vulkanen liggen tussen de 2100 en 2600 meter boven zeeniveau en de toppen bestaan uit een sintelkegel.
Gedurende de ijstijden hebben gletsjers erosie bevorderd van de oudere vulkanen in het park. Het centrum van de sneeuw- en ijsophoping was Lassen Peak, Red Mountain en Raker Peak. Deze vulkanen vertonen daarom meer gletsjerlittekens dan andere vulkanen in het park.
Ondanks dat er zich geen gletsjers bevinden, bezit Lassen Peak veertien eeuwige sneeuwvelden.
Gezien het park zich op een gemiddeld tot hoog niveau bevindt, ken het onder de 2300 meter relatief koele tot koude winters en warme zomers. Hierboven is het klimaat ruw en koud met koele zomertemperaturen. De hoeveelheid neerslag is erg hoog in vergelijking met de rest de bergketens ten zuiden van de Three Sisters. Bij Lassen Peak Chalet op een hoogte van 2042 meter valt er rond de 11 meter sneeuw, ondanks dat het met de rotswand richting het oosten gericht staat. Rond het meer Helen op een hoogte van 2500 meter valt er rond de 15 tot 18 meter sneeuw waarmee het naar schatting de sneeuwrijkste plek van Californië is.

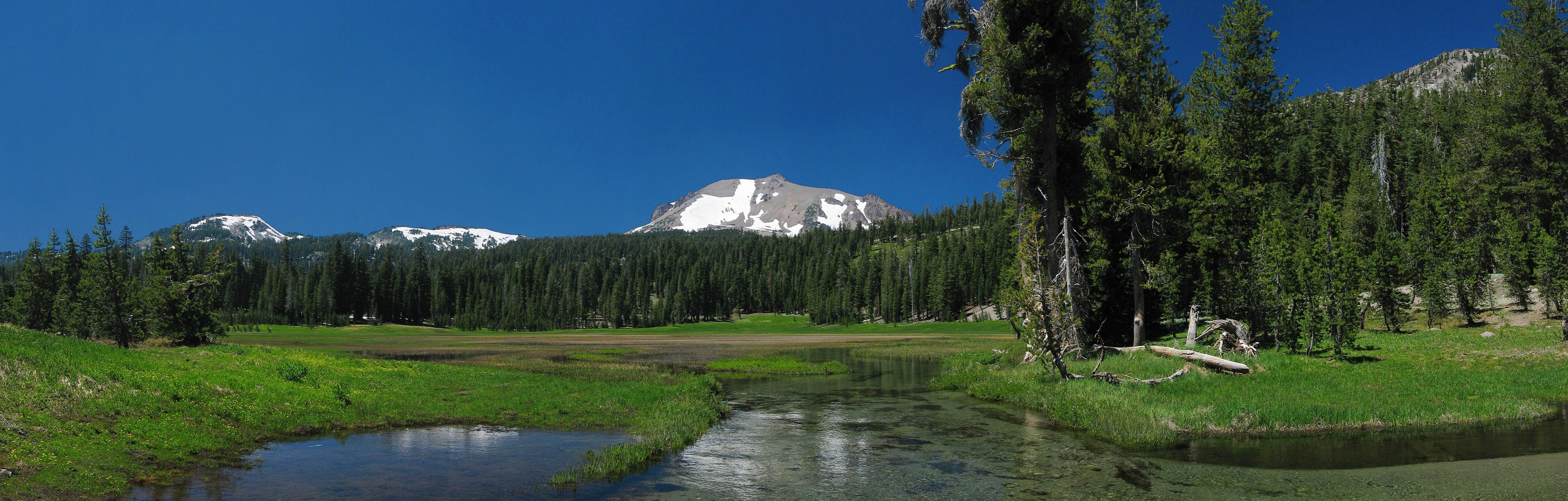
Kings Creek met de berg Lassen Peak op de achtergrond

## Geologie

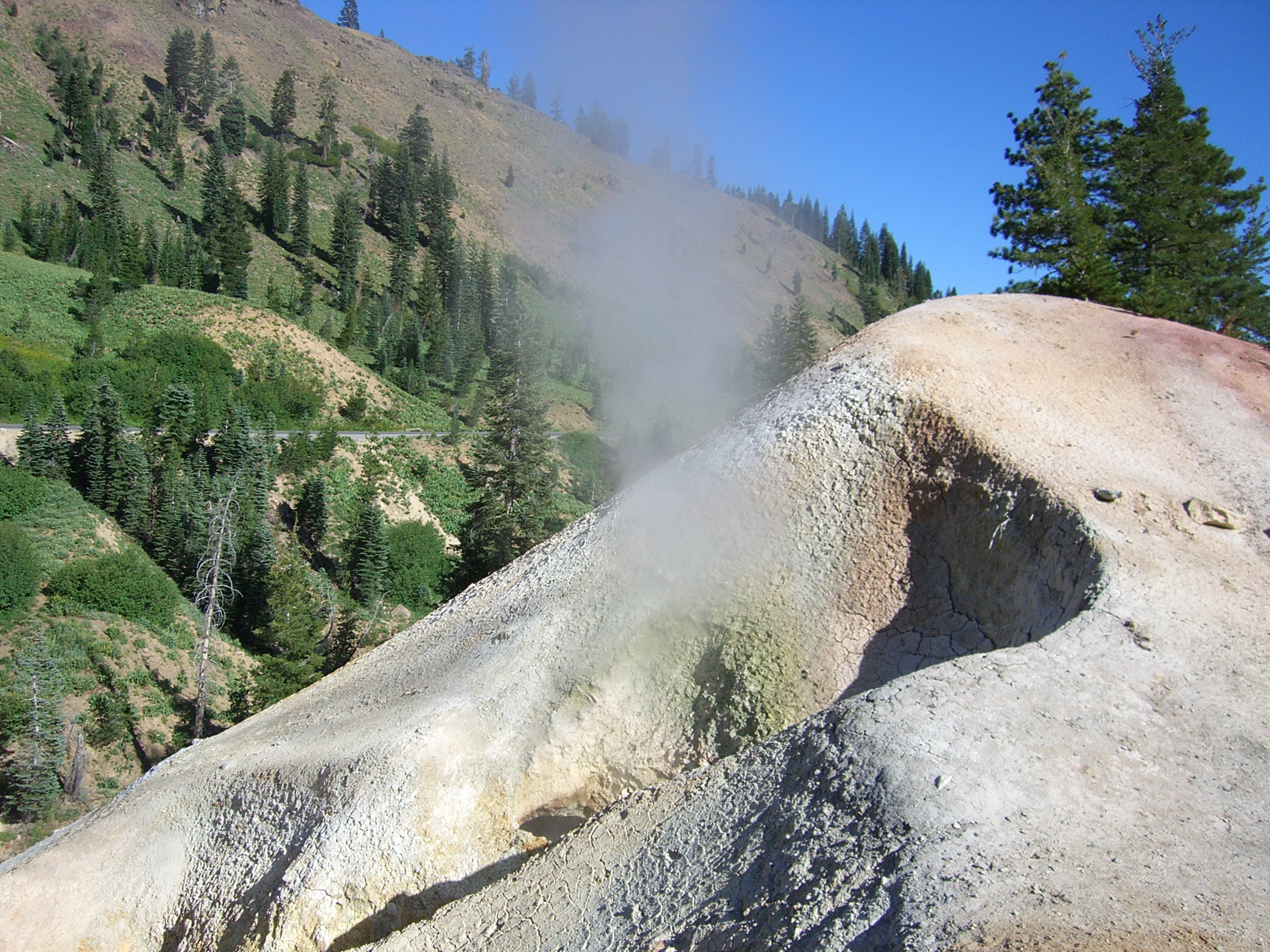
Thermische gaten bij Sulfur Works

### Vorming van hetgrondgebergte

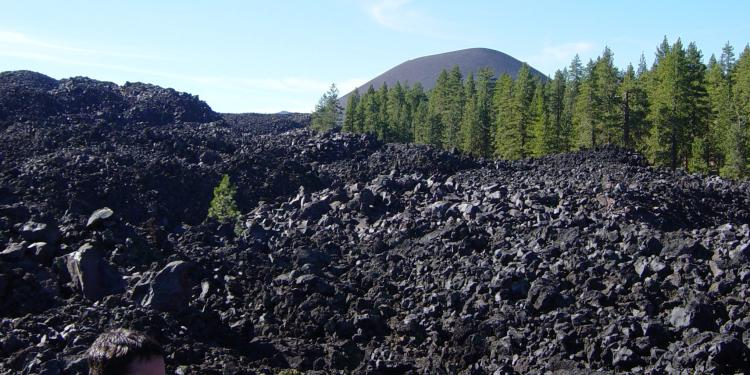
Cinder Cone vanaf de Fantastic Lava Beds

In de Cenozoïcumtijd veroorzaakte het optillende en westwaarts bewegende effect van de Sierra Nevada samen met omvangrijk vulkanisme een vulkanoclastische modderstroom die leidden tot vorming van de Tuscanformatie in de Plioceentijd. Deze formatie is nergens in het park waar te nemen, maar ligt op veel plekken net onder de oppervlakte .
Eveneens in het Plioceen kwamen in het zuidelijke deel van het park luchtgaten en kloven tot uitbraak. Deze en latere basaltstromen bedekten grote gebieden en zorgden voor de vorming van een lavaplateau. In de late Pliocene en tot in het Pleistoceen werden deze basaltstromen bedekt met een volgende laag van vloeibaar andesietlava die door geologen de Juniper lava's en de Twin Lakes lava's worden genoemd. De Twin Lakes lava is zwart, porfier en heeft overvloedige xenolieten met kwarts.

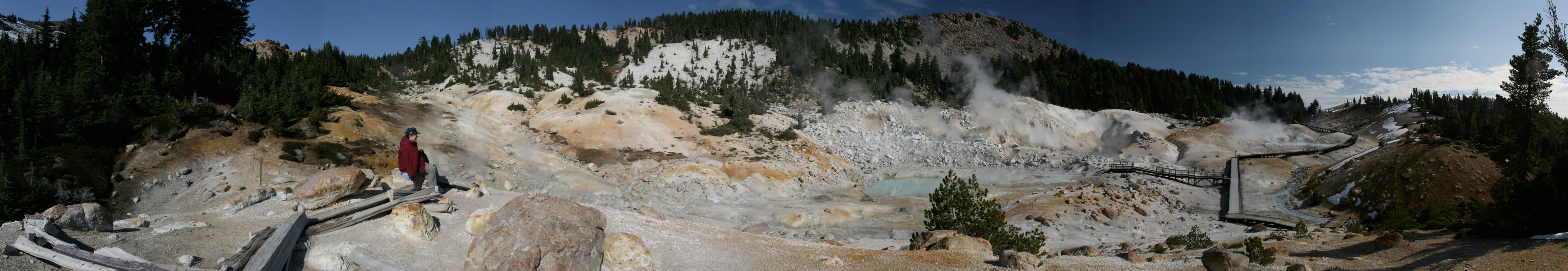
Bumpass Hell bevat geisers, slikbronnen en fumaroles